# Illasi
Illasi ist eine italienische Gemeinde (comunue) mit 5148 Einwohnern (Stand 31. Dezember 2023) in der Provinz Verona in Venetien.

## Geographie
Illasi liegt 24 km östlich von Verona. Die Nachbargemeinden sind Cazzano di Tramigna, Colognola ai Colli, Lavagno, Mezzane di Sotto und Tregnago. Der Ort besteht aus den Ortsteilen Cellore und Donzellino. Der Ort liegt im Weinanbaugebiet Valpolicella.
Sehenswert ist die Ruine der Scaligerburg.

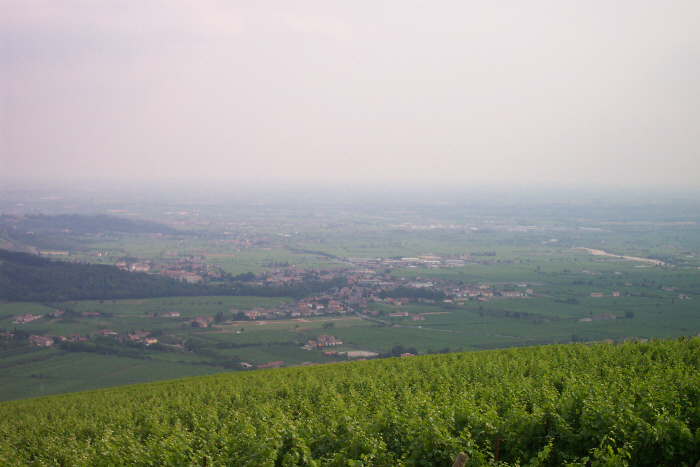
Ilassi im Valpolicella
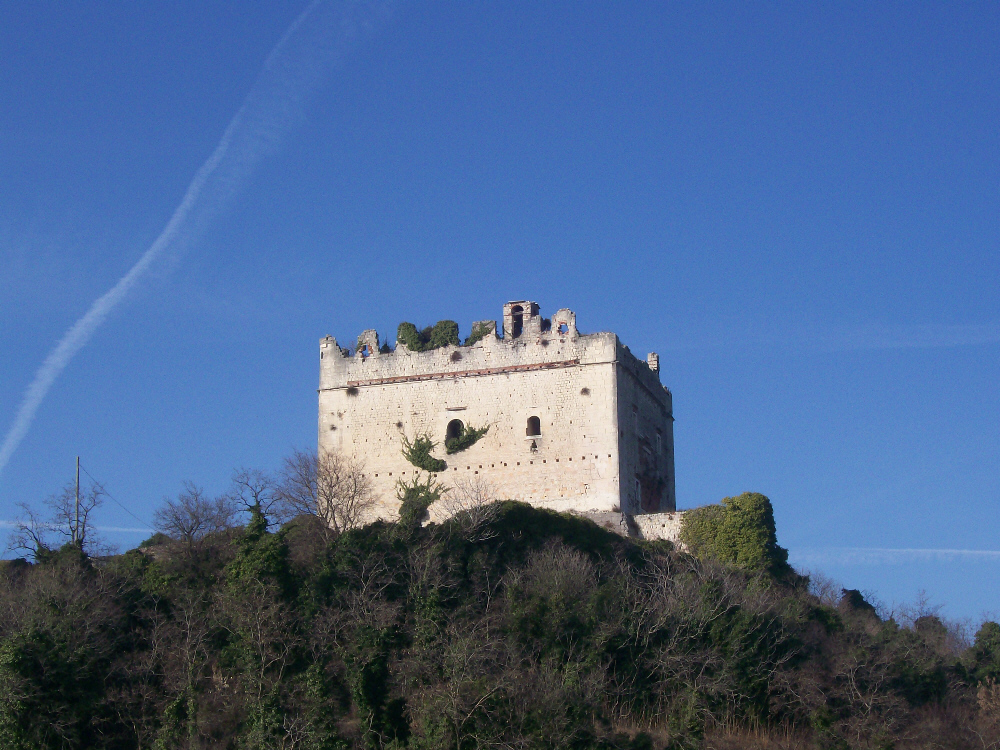
Ruine der Scaligerburg
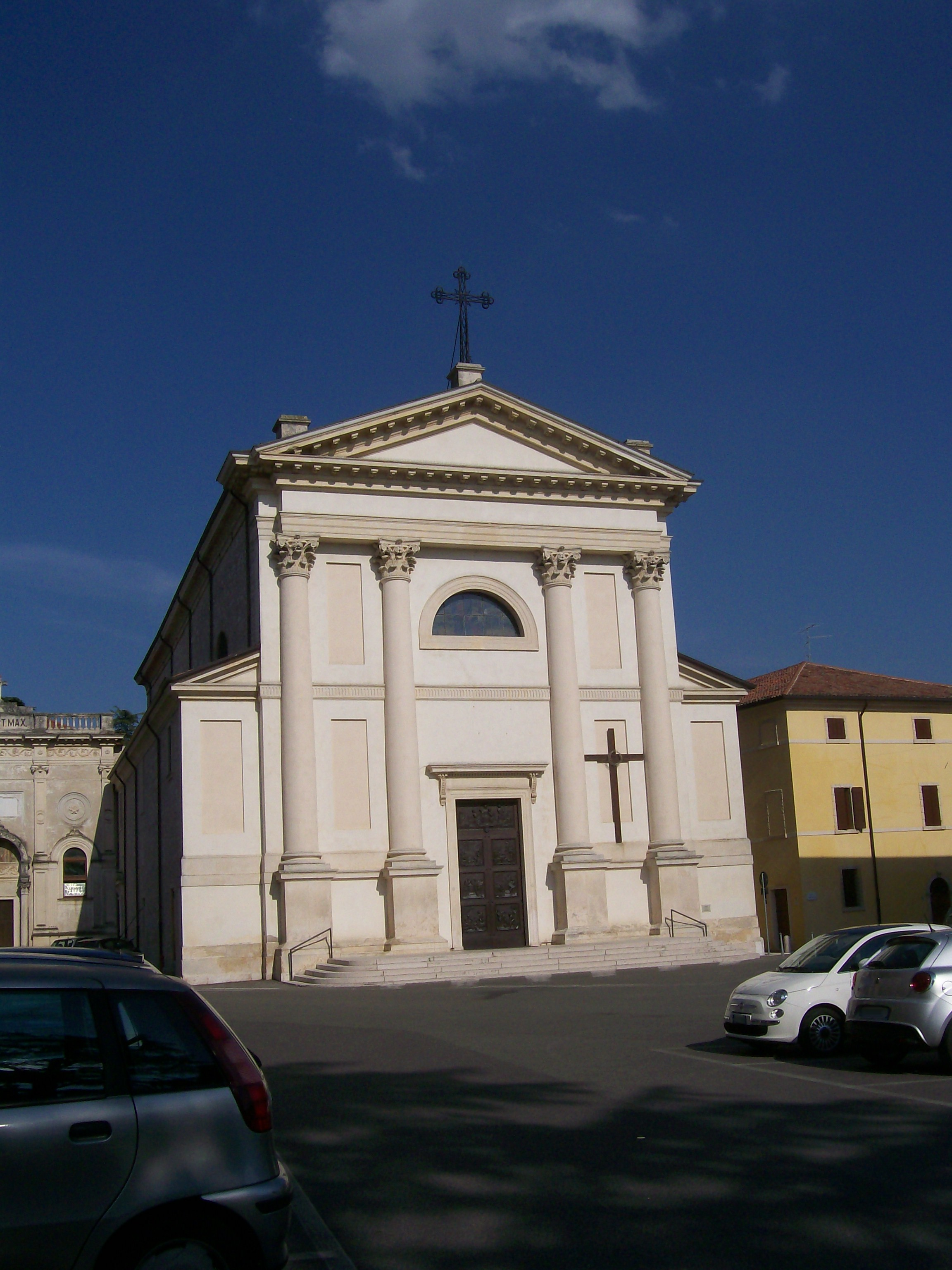
Pfarrkirche S. Giorgio (19. Jh.)
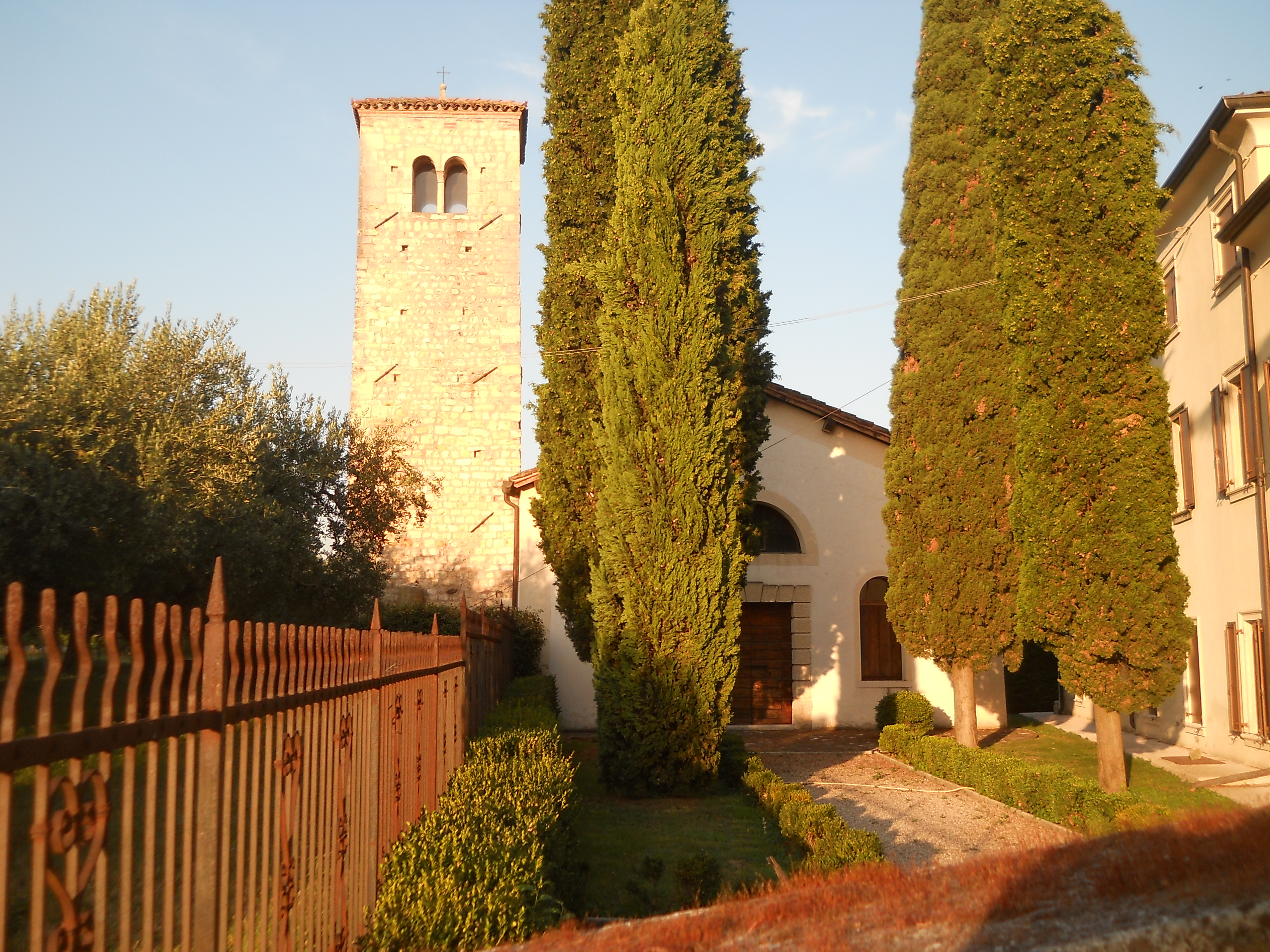
Santa Giustina (11. Jh.)
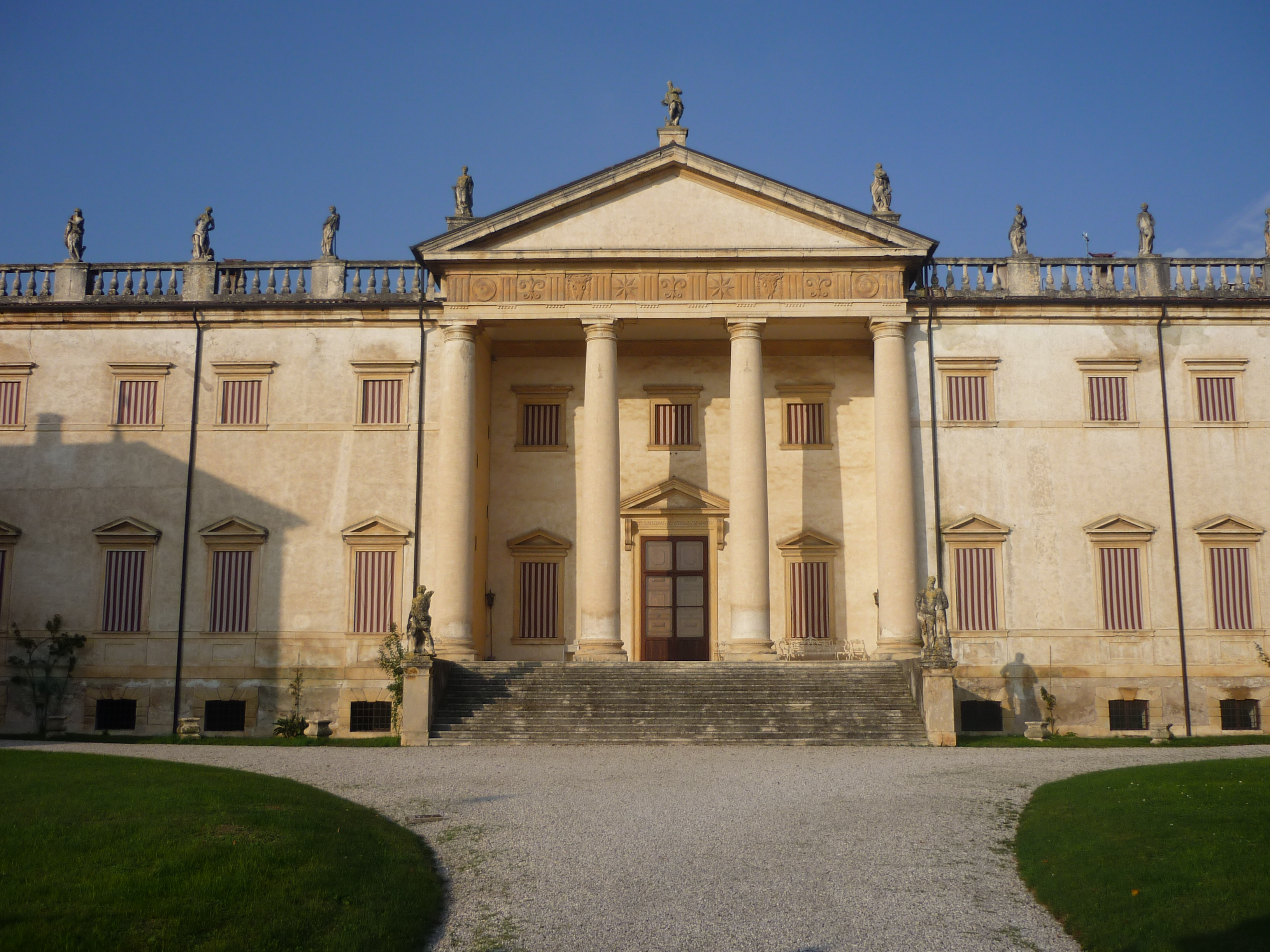
Villa Pompei Carlotti (18. Jh.)

## Gemeindepartnerschaft
- Wörth an der Isar,  (Niederbayern), seit 2001